# جزيرة شد (ميدي)

تعديل مصدري - تعديل

جزيرة شد هي إحدى جزر مديرية ميدي التابعة لمحافظة حجة.